# Flexo+Tief-Druck
Flexo+Tief-Druck ist eine technische Fachzeitschrift für den Verpackungsdruck. Die Zeitschrift behandelt darüber hinaus Themen in den Bereichen Flexodruck und Verpackungstiefdruck.
Flexo+Tief-Druck wird von der G&K TechMedia GmbH herausgegeben, einer 100%igen Tochtergesellschaft der Deutschen Drucker Verlagsgesellschaft. Der Sitz von G&K TechMedia ist Emmendingen bei Freiburg im Breisgau.

## Charakteristik
Flexo+Tief-Druck erscheint 6 Mal jährlich mit einer verbreiteten Auflage von 4000 Exemplaren. Der Inhalt der Fachzeitschrift setzt sich zusammen aus technischen Fachartikeln zum Druck und zur Produktion von Verpackungen. Außerdem gehören Produkt- und Branchen-News sowie Berichte von Märkten und Events zum Inhalt.
Flexo+Tief-Druck richtet sich an Drucker und Veredler, die im Bereich der Verpackung tätig sind. Flexo+Tief-Druck tritt als offizielles Organ des DFTA Flexodruck Fachverbandes e.V. auf.